# مدحت پاشا
احمد شفیق مدحت پاشا (۱۸ اکتبر ۱۸۲۲–۲۶ آوریل ۱۸۸۳) یک نظریه‌پرداز اهل عثمانی، دموکرات و یکی از دولتمردان برجسته دولت در اواخر دوره تنظیمات بود.دلیل شهرت او رهبری جنبش مشروطه عثمانی در سال ۱۸۷۶ و معرفی نخستین دوره مشروطه عثمانی است، اما او هم چنین یکی از عوامل پیشرو در اصلاحات در ادارات آموزشی و استانی بود. او یکی از نخبگان داخل حکومت عثمانی بود که بحران امپراتوری را تشخیص داد و اصلاحات را به عنوان یک نیاز جدی مورد توجه قرار داد. مدحت پاشا به عنوان یک فرد با نگرش لیبرال توصیف شده‌است و اغلب به عنوان یکی از بنیان‌گذاران مجلس امپراتوری عثمانی به‌شمار می‌رود.

## انتصاب به عنوان قائم مقام

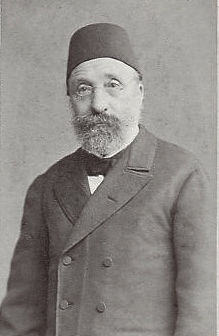
عکسی قدیمی از مدحت پاشا.

او در سال ۱۸۷۲ توسط عبدالعزیز به عنوان قائم مقام منصوب شد. اما اولین دوره تصدی اش عمدتاً به دلیل درگیری‌های او با عبدالعزیز در مورد مسائل مالی و اقتصادی خیلی زود به پایان رسید. و او پس از دو ماه برکنار شد. او همچنین به عنوان وزیر دادگستری در سال‌های ۱۸۷۳ و ۱۸۷۵ خدمت کرد، اما حضور او در این ادارات به علت تمایل وی به ایجاد یک نظام مشروطه مدت کوتاهی به طول انجامید.
بحران داخلی، مالی و دیپلماتیک در امپراتوری عثمانی در سال‌های ۱۸۷۵–۱۸۷۷ به او فرصت داد تا قانون اساسی سال ۱۸۷۶ را معرفی کند.
مدحت پاشا در روز ۱۸ دسامبر ۱۸۷۶ (۹ آذر ۱۲۵۵) مجدداً به عنوان قائم مقام، به جای محمد رشدی پاشا، منصوب شد. زمانی که او منصوب شد، وعده داد که مسیر اصلاحات را ادامه خواهد داد و در تاریخ ۲۳ دسامبر ۱۸۷۶ اعلام کرد که قانون اساسی منتشر و پارلمان نمایندگان تشکیل خواهد شد. اگرچه عضو کمیسیون آماده‌سازی قانون اساسی نبود، اما او نقش مهمی در تصویب آن ایفا کرده‌است. قانون اساسی برای همه شهروندان بدون تمایز نژاد یا اعتقادات، حقوق برابر قرار می‌داد و در آن به لغو برده داری، قوه قضائیه مستقل بر اساس قانون مدنی (نه مذهبی)، آموزش ابتدایی جهانی و یک نظام با دو مجلس اشاره شده بود، که یک مجلس سنا توسط سلطان تعیین می‌شد و یک مجلس با انتخابات مستقیم.
زمانی که معلوم شد که این قانون حقوق برابر برای غیر مسلمانان در نظر گرفته‌است، حمایت‌های مردمی از قانون اساسی شروع به کاهش شدید کرد. طلاب دینی، که چند ماه پیش از طرفداران مدحت بودند، به شدت با این امر مخالفت کردند. مدحت پاشا توانست عبدالحمید دوم را به تصویب قانون اساسی مجاب کند، اما سلطان توانست ماده ۱۱۳ را که به او قدرت تبعید هرکسی از امپراتوری را بدون محاکمه یا سایر مراحل قانونی می‌داد، در قانون بگنجاند.